# Robin Hood (seriál, 1984)
Robin Hood je britský seriál z roku 1984 je televizní verze příběhu Robina Hooda.
Seriál, který vypráví o životě Robina z Loxley, lépe známého pod jménem Robin Hood (Robin v kapuci). Také o jeho přátelích zbojnících a o jeho milované, Marianě. Seriál se natáčel od roku 1984 do roku 1986. Režírovali ho: Robert Young, Alex Kirby, Ian Sharp. Hlavního hrdinu (Robina Hooda) hrál až do posledního dílu druhé série Michael Praed, dabovaný Markem Vašutem, pak se obsazení změnilo a nahradil ho Jason Connery.
První dvě série byly v Československé televizi odvysílány na přelomu let 1988/89 v hlavním vysílacím čase. Další série až po roce 1989 byly vysílány v pořadu pro děti a mládež Vega. Později koupila práva na seriál komerční televize a nechala jej předabovat.

## Seznam dílů

### První řada
1. Robin a čaroděj I
2. Robin a čaroděj II
3. Čarodějnice z Elsdonu
4. Sedm chudých rytířů
5. Alan z údolí
6. Králův šašek

### Druhá řada
1. Věštba
2. Děti Izraele (nebylo uvedeno v ČST)
3. Pán lesa
4. Prokletí (rovněž nebylo vysíláno ČST)
5. Waylandovy meče I
6. Waylandovy meče II
7. Největší nepřítel

### Třetí řada
Nebyla uvedena v ČST.
1. Hernův syn I
2. Hernův syn II
3. Síla Albionu
4. Dědictví
5. Kříž svatého Cirica
6. Šerif Nottinghamský
7. Cromm Cruac
8. Zrada
9. Adam Bell
10. Uchazeč
11. Rutterkin
12. Čas vlka I
13. Čas vlka II